# アンゴルモア 元寇合戦記
『アンゴルモア 元寇合戦記』（アンゴルモア げんこうかっせんき）は、たかぎ七彦による日本の漫画作品。元寇（文永の役・1274年）における対馬の戦いを描く。『サムライエース』（角川書店）にてvol.5（2013年2月26日発売）よりvol.10（2013年12月26日発売）まで連載され、同誌休刊に伴い2014年7月11日より『ComicWalker』（同社）へ移籍しweb連載され完結。2019年1月2日より、続編である『アンゴルモア 元寇合戦記 博多編』が『ComicWalker』（同社）にてweb連載中。2022年5月時点でシリーズ累計発行部数は170万部を突破している。

## あらすじ

### アンゴルモア 元寇合戦記
1274年（文永11年）秋。元御家人・朽井迅三郎らは鎌倉幕府によって対馬に流刑される。嵐の海を渡り対馬に着いた流人たちは、島の主である宗氏の娘・輝日姫から恐るべき事情を知らされる。高麗を発した元朝・高麗軍の大軍団が今まさに日本に向かっており、迅三郎たちは、最前線となる対馬で戦うために送られたというのだ。そして輝日姫から「対馬のために死んでくれ」と告げられ、圧倒的不利な状況のなか元朝・高麗軍を宗氏勢とともに迎え撃つ。

### アンゴルモア 元寇合戦記 博多編
どうにか全滅を免れた輝日姫や対馬の民たちだが、島は略奪の限りを尽くされこのままでは大半が餓死しかねない状況であった。迅三郎は修理のため立ち往生していた元朝の軍船を見つけると、状況を打開すべく軍船に密航し、博多へと向かう。
元を迎え撃つ博多では、少弐家のもとに参集した御家人たちが防戦の準備を進めていた。しかし敵を侮り自己の武功に執着する彼らは足の引っ張り合いに終始し、総大将の少弐家に絶対的な指揮権がないことから、ただ無為に在陣を続けるだけであった。
防戦の足並みが揃わぬなか、ついに先手の高麗軍が上陸を始める。 要衝赤坂山を占領されても、足場の良い息浜での迎撃にこだわる諸将だったが、竹崎勢の先駆けに触発されて出陣、鳥飼潟での決戦に臨む。しかし、満潮により一旦戦闘が終息するまでの間に幕府軍も多くの損害を受け、見知らぬ戦法や武器（てっぽう）、想像以上の大軍だった元朝軍を目にした御家人たちの間に厭戦気分が広がっていた。そんな意気消沈する諸将の目前の浜に、朽井迅三郎が一人上陸を果たす。

## 登場人物

### 流人
朽井迅三郎（）
声 - 小野友樹
本作の主人公。二月騒動で幕府に捕えられ、対馬に流刑された若き鎌倉武士。義経流（）の武芸者。
諱は光影（）。
鬼剛丸（）
声 - 小山力也
巨漢の海賊。迅三郎に捕縛され対馬へ共に流される。敵将の劉復亨との一騎打ちで死亡したかと思われたが、片腕を失いながらも生存しており、博多編では隠岐に寄った天草太夫、迅三郎とともに行動するようになる。
白石和久（）
声 - 乃村健次
元御家人（地頭）。自ら「馬上打物で白石和久の右に出る者無し」というほど、馬上打物を得意とする。元朝軍に内通していた男衾を斬り、代わりに自分が内通者となる。内通がばれた際は朽井と一騎打ちをし、首を落とされる。首は輝日姫に渡され裏切者であるが手厚く葬られた。
男衾三郎（）
声 - 浜田賢二
元御家人。「武蔵国の大将軍」と呼ばれたと自称する。兄を討ち家督を奪ったが、幕府に露見し、対馬に送られた。宗氏勢の金田城への入城後、元朝軍に内通する。白石を内通に誘い、断られて斬ろうとするが逆に斬られる。
阿無志（）
声 - 堀江瞬
夜目が効き、斥候を得意とする少年。京都で盗みをして捕まった。島の孤児たちを逃がすために敵軍の焚火に「てつはう」を投じて混乱させたが、海に逃げ込む際に首を射抜かれて死亡。
導円（）
声 - 小林裕介
僧侶、金創医。「日本一の名医」と自称する。漢人の石火矢に撃たれて死亡。
火垂（）
声 - 竹内良太
弓を得意とする。元朝軍と交戦中に額を射抜かれて戦死。
張明福（）
声 - 斉藤志郎
筥崎長者と謳われた商人。本人の言葉によれば、宋国の生まれ。役人たちにも賄賂を渡してきたが流刑の身になる。

### 宗氏一族
対馬国を支配する地頭家であり、元寇に際し侵攻から日本の国境を防衛する任に当たる。
輝日姫（）
声 - Lynn
宗助国の娘。母は壇ノ浦の戦いから落ち延びた安徳天皇の孫。弓が得意。対馬の戦いの終盤で元朝軍に追い詰められるが、衛士の鹿乃に気絶させられて落ち葉で身を隠されたため、見つからずに生き残った。
宗助国（）
声 - 柴田秀勝
老齢の対馬地頭代で実質的な支配者。若かりしころの自分の武功を絵巻にしており、家中の者がうんざりするまで自慢するのが趣味。朽井迅三郎に触発され、一千人を超す元朝の上陸軍に立ち向かうが、奮戦虚しく討死。
宗右馬次郎（）
声 - 松田修平
宗助国の嫡男であり、輝日姫の異母兄。元朝の上陸軍を相手に助国とともに奮戦し、高麗軍の将軍の一人を射殺すも討死。
阿比留弥次郎（）
声 - 鈴木達央
宗助国の養子格。宗助国、馬次郎なき宗家の武者としての一番高い位を有した。元朝軍の千戸将軍ウリヤンエデイとの戦いで戦死する。
宗右馬太郎（）
宗助国の長男。幼少期から博多の少弐家に仕えていたため、難を逃れた。援軍もなく一族が捨て石にされたことに鬱屈した想いを抱えている。
貝谷権太郎（）
声 - ボルケーノ太田
輝日姫の衛士。元朝軍との戦いで戦死。
鹿乃（）
声 - 小松未可子
輝日姫の女性衛士。輝日姫を隠した直後、元朝軍に拉致される。
源八（）
声 - 宮本誉之
宗家重臣。元朝軍との戦いで戦死。
庄野ノ太郎入道（）
声 - 松田修平
宗家重臣。元朝軍との戦いで戦死。
刑部丞（）
声 - 櫻井慎二朗
宗家重臣。
左近ノ右馬允（）
声 - 相馬康一
宗家重臣。
越前五郎治忠（）
声 - 川島慶嗣
宗家の士分。ねじり鉢巻を着用している。初戦の佐須の合戦では、朽井迅三郎とともに高麗軍に突撃を行い、夜襲にも参加する。地頭勢が金田城に入城後、加志の穴倉にある食料を調達する任を受ける。
船越重貞（）
声 - 角田雄二郎
宗家の士分。緒戦の佐須の合戦では、朽井迅三郎とともに高麗軍に突撃を行い、夜襲にも参加する。元朝軍との戦いを生き残り、輝日姫を補佐する立場となっている。
船手の小太郎（）
宗家の郎党。禿頭の大男。元朝が対馬に襲来した日に、急使として対馬から送りだされた。主家壊滅時に何も出来なかったことに忸怩たる思いを持っており、迅三郎に共に元朝と戦ってくれるよう懇願した。

### 刀伊祓
刀伊祓（）は、本作品の時代から六百年前の大戦を機に本土から対馬に送られ、土着した防人たちの末裔の集団。対馬地頭である宗家には服属せず、独自の習俗と戦力を持つ。防人たちが築いた古代山城である金田城を本拠地とする。
長嶺判官（）
声 - 小野賢章
刀伊祓の指導者。ある高貴な人物の仲介により、敗走していた宗氏勢を金田城に迎えて共闘する。かつて刀伊と対峙した長嶺判官の名を受け継ぐ。元朝軍との戦いで戦死。
タツ
声 - 米山明日美
刀伊祓の海女（）。姉御肌の女性。元朝軍との戦いで戦死。

### 幕府軍
少弐景資（）
声 - 立花慎之介
元寇に際し、大将軍として九州御家人達の指揮にあたる。元朝軍の襲来直前に対馬を訪れ、迅三郎に援軍を送ると約束したが、父の資能の妨害で失敗した。
少弐資能（）
声 - 稲葉実
息子の景資が対馬に援軍を送るのを妨害する。
少弐経資（）
少弐家の嫡男。景資の兄。景資と三日毎に交代する手筈で息浜に赴くが、景資の方が向いていると判断した資能の命で繰り上げで交代し筥崎の守備に就く。
千葉頼胤（）
御家人。足場が悪いことを理由に、赤坂山奪還への出陣を拒む。
宇都宮道房（）
御家人。他の将と共に赤坂山奪還への出陣を拒む。
小代重泰（）
御家人。他の将と共に赤坂山奪還への出陣を拒む。迅三郎と顔見知りで、息浜合戦を前に元朝の武器や戦法の談義をした。
島津忠宗（）
御家人。諸将が鳥飼潟に出陣した際も息浜に残っていた。雅を好み戦を嫌う貴族然とした性格。
大友頼康（）
少弐家と同格の予備の総大将。少弐家と筥崎での利権争いをしており、大友勢に対抗するために少弐家も全軍を動かせないでいる。
菊池武房（）
肥後の御家人。要衝である赤坂山が占領されても動こうとしない関東勢に業を煮やし、手勢100騎（歩騎合わせて300）を率いて赤坂山を強襲し奪還する。
竹崎季長（）
肥後の御家人。後に元朝襲来絵詞を作る人物。
小名として一括りにされる零細御家人だが、赤貧でも武具は売らず、有力御家人の旗下にも入らず、独立した一家として己の旗を掲げて戦うことを望んでいた。戦功を挙げるため、僅か5人の主従で先駆けを願い出、総大将景資から強引に許可を取る。
思うように御家人を動かせずにいた景資は、季長の先駆けを認めることで、他の御家人の功名心に火をつけることに成功した。
白石通泰（）
肥前の御家人。季長の先駆けに触発され、諸将の中で真っ先に出陣した。季長に続いて鳥飼潟に突入し、てっぽうの攻撃で危機に陥った季長を救う。
大蔵太子（）
肥後の御家人。素肌に胴丸を着込んだ女武者。天草太夫を称し、女性ながら大蔵氏の惣領として水軍を率いる。
博多に向かう途中で弟の種資の消息を訪ねて壱岐に立ち寄り、元のはぐれ軍船を襲撃した際に密航していた迅三郎と出会う。その後、壱岐守護代の娘ゴジョウを保護したことで、種資がなんの縁も無い壱岐で一所を守って死んだことを知る。
迅三郎らを連れて博多に渡り、息浜の防衛戦では水軍で元の兵員輸送船を襲撃する。
大蔵種資（）
天草太夫の弟。壱岐の守護代平景隆に仕えている。景隆より城内の女子供を任され、深手を負いながらも景隆の娘ゴジョウを逃がしたが、自らは力尽きる。

### 高麗軍
金方慶（）
声 - 松山鷹志
高麗軍総大将。千人長であった息子を朽井迅三郎に討ち取られる。
趙抃（）
高麗軍将軍。金方慶の娘婿。
任愷（）
高麗軍将軍。博多編に登場。元朝への忠誠心を試されるために真っ先に自分達、高麗軍が敵地に放り込まれることに不満を漏らすが、金方慶に諭される。
朴福（）
高麗軍将軍。博多編に登場。夜間の上陸で高麗軍本隊が麁原山を占拠した後、先鋒として博多攻めの要衝である赤坂山を奪うが、翌朝、攻め上ってきた菊池武房率いる軍勢に奪還された末に討ち取られる。
金侁（）
高麗軍将軍（高麗軍副司令官格）。我儘でヒステリックな性格だが武芸の達人。
盧進義（）
高麗軍将軍。上司の金侁に振り回される。

### 元軍
クドゥン
声 - 速水奨
元軍元帥（東征都元帥・総大将）。
劉復亨（）
声 - 子安武人
元軍副元帥（東征左副都元帥）。金国人。猛者との一騎打ちを好む。敵を求めて息浜に上陸するが、隙を突いた景資の矢で深手を負い後送される。
洪茶丘（）
声 - 中谷一博
元軍副元帥（東征右副都元帥）。高麗人。
ウリヤンエデイ
声 - 利根健太朗
元軍千戸将軍、王族。対馬国府側からの上陸軍で敗走した対馬軍を追撃する。戦費よりも部下の命を重視する。金田城の戦闘で部下の2割以上を失う。

### 鎌倉
北条時宗（）
幕府執権。柔弱に見せてしたたかな人物。
名越時章（）
声 - 楠見尚己
北条家一族。迅三郎と親しかったが二月騒動に倒れる。
名越公時（）
声 - 杉崎亮
時章の子。
大蔵頼季（）
声 - 仲野裕
執権の御内人。

## 作品背景

「元朝襲来絵詞」の一場面

作者のたかぎ七彦は中学生のころに教科書で「蒙古襲来絵詞」の一部を見たことがあったもののその時はあまり印象に残っていなかった。高校生の時に図書館で「蒙古襲来絵詞」を閲覧した時に興味を持った。その後、「蒙古襲来絵詞」をそのまま漫画にしたような短編漫画を制作したものの、担当編集者に難色を示されてお蔵入りとなった。「蒙古襲来絵詞」は絵巻とはいえ、戦争の報告書に近い内容だったことが失敗の原因だと考えたたかぎは、きちんと主人公を立てたうえで、エンターテインメントとして昇華させる意気込みで本作を制作した。
たかぎは、史実を大きく変えないよう意識する一方、史実に残っていない部分は自由に創作できるとも話している。本作の制作にあたっては元寇の100年後に執筆された『八幡愚童訓』を基準にセッティングを行った。また、高麗については『高麗図経』の日本語訳を参照した。
出来上がった1話目のネームをいくつかの編集部に持ち込む中、KADOKAWAが歴史漫画専門の雑誌『サムライエース』を出していたことに気づき、そちらに持ち込み、連載に至った。
掲載誌の『サムライエース』休刊後、ウェブコミック配信サイト「コミックウォーカー」へと移籍した。本作ならびに『サムライエース』は高い年齢層をターゲットとしていたが、「コミックウォーカー」は年齢層を問わないため、若い読者が増えたと聞いているとたかぎは「このマンガがすごい！WEB 」とのインタビューの中で話している。その理由についてたかぎは『おしえて！ギャル子ちゃん』など同サイトの別作品を読みに来た者が本作にも興味を持ったのではないかと分析している。

## キャラクター造形
主人公・朽井迅三郎は架空の人物であるが、『八幡愚童訓」に、対馬での戦いに参加した流人として「口井藤三」という名が載っており、名前はここから採られた。また、キャラクターの肉付けに当たっては、傭兵経験者の書籍なども参考にしている。
鬼剛丸は迅三郎が義経流の使い手という設定から、源義経と弁慶をイメージし、超人的な巨漢として設定された。一方、たかぎは現実の延長でキャラクターを考えているため、一騎当千の戦いにたけた超人的なヒーロー像を描くのは不得意であり、本作においてもあまり登場しないと「ナタリー」とのインタビューの中で話している。
ヒロインの輝日が壇ノ浦で死したはずの安徳天皇の末裔という設定は、西日本を中心に多くみられた安徳天皇生存説および、江戸時代の資料にも「安徳天皇の流れを汲んで」という記載があったことに由来している。加えて、鎌倉時代は女子が家督を継ぐ例もあったことから、輝日は自ら戦場に向かおうとする猛々しい一面も描かれた。また、輝日の名前は壱岐の巫女の伝説に登場する「輝（）」から採られた。

## 書誌情報
- たかぎ七彦 『アンゴルモア 元寇合戦記』 KADOKAWA〈角川コミックス・エース〉、全10巻
  1. 2015年2月10日発売[12]、ISBN 978-4-04-102783-7
  2. 2015年3月10日発売[13]、ISBN 978-4-04-102784-4
  3. 2015年6月26日発売[14]、ISBN 978-4-04-103398-2
  4. 2015年10月26日発売[15]、ISBN 978-4-04-103399-9
  5. 2016年2月26日発売[16]、ISBN 978-4-04-103936-6
  6. 2016年8月26日発売[17]、ISBN 978-4-04-104407-0
  7. 2017年3月10日発売[18]、ISBN 978-4-04-104409-4
  8. 2017年8月26日発売[19]、ISBN 978-4-04-104410-0
  9. 2018年3月26日発売[20][21]、ISBN 978-4-04-106558-7
  10. 2018年8月25日発売[22][23]、ISBN 978-4-04-106559-4
- たかぎ七彦 『アンゴルモア 元寇合戦記 博多編』 KADOKAWA〈角川コミックス・エース〉、既刊11巻（2025年6月25日現在）
  1. 2019年7月26日発売[24][25]、ISBN 978-4-04-108489-2
  2. 2020年3月23日発売[26]、ISBN 978-4-04-109229-3
  3. 2020年9月24日発売[27]、ISBN 978-4-04-109918-6
  4. 2020年3月25日発売[28]、ISBN 978-4-04-109920-9
  5. 2021年10月26日発売[29]、ISBN 978-4-04-109920-9
  6. 2022年5月26日発売[1]、ISBN 978-4-04-111924-2
  7. 2022年12月26日発売[30]、ISBN 978-4-04-113052-0
  8. 2023年8月25日発売[31]、ISBN 978-4-04-113905-9
  9. 2024年3月26日発売[32]、ISBN 978-4-04-114753-5
  10. 2024年9月25日発売[33]、ISBN 978-4-04-115182-2
  11. 2025年6月25日発売[34]、ISBN 978-4-04-116176-0

初版発行時は、単行本第1巻に幸村誠、第2巻に安彦良和がそれぞれコメントを寄せた。

## ノベライズ
- 銅大 『アンゴルモア 異本元寇合戦記』 KADOKAWA〈Novel 0〉、全2巻
  1. 2018年6月15日発売[37]、ISBN 978-4-04-256082-1
  2. 2018年10月15日発売[38]、ISBN 978-4-04-256086-9

## テレビアニメ
2018年7月から9月までサンテレビ、TOKYO MXほかにて放送された。

### スタッフ
- 原作 - たかぎ七彦[2]
- 監督 - 栗山貴行[2]
- 助監督 - 羽原久美子[2]
- シリーズ構成・脚本 - ヤスカワショウゴ[2]
- キャラクターデザイン・総作画監督 - 小峰正頼[2]
- プロップデザイン - 神戸洋行、滝川和男[39]
- 色彩設計 - 岡田絵美子[39]
- 撮影監督 - 久野利和[39]
- 3D監督 - 武田雅由
- 美術デザイン協力 - 倉橋隆、伊井蔵、青柳ゆづか
- 美術ボード協力 - 倉本章、斎藤陽子
- 編集 - 右山章太[39]
- 音楽 - 片山修志[39]
- 音響監督 - 小泉紀介[39]
- 音響効果 - 今野康之[39]
- 音楽制作 - KADOKAWA[39]
- 音響制作 - ビットプロモーション[39]
- 音楽プロデューサー - 若林豪
- アニメーション制作 - NAZ[2]
- プロデューサー - 田村淳一郎
- アニメーションプロデューサー - 渡辺洋一
- 製作 - アンゴルモア元寇合戦記製作委員会

### 主題歌
オープニングテーマ「Braver」
作詞・作曲 - ホリエアツシ / 編曲・歌 - ストレイテナー
エンディングテーマ「Upside Down」
作詞・作曲 - 井上竜馬 / 編曲・歌 - SHE'S

### 各話リスト
| 話数     | サブタイトル   | 絵コンテ          | 演出                                  | 作画監督 |
| -------- | -------------- | ----------------- | ------------------------------------- | --- |
| 第壱話   | 率土の最果て   | RoydenB 栗山貴行  | 羽原久美子 栗山貴行                   | 小峰正頼 |
| 第弐話   | 佐須の戦神     | 下田久人 三宅寛治 | 関大                                  | 松本和志 Jumondou Seoul 小田多恵子 武智敏光 中村真悟 陸田聡志 瀧川和夫 酒井智史 |
| 第参話   | 攻め時         | 西森章            | 早乙女有作                            | 津幡佳明 |
| 第肆話   | 国府へ         | 滝川和男          | 鈴木芳成                              | 谷口守泰 菊池政芳 藤田真弓 海保仁美 金璐浩 |
| 第伍話   | 覚悟           | RoydenB           | 岡村正弘                              | Shin Min Seop Lee Sang Jin Shin Hyung Sik Jung Chul Gyo |
| 第陸話   | この死の行く末 | 西森章            | 白石道太                              | 中島美子 千葉啓太郎 津幡佳明 山﨑輝彦 菊池政芳 堀光明 |
| 第漆話   | 金田城         | 中山正恵          | 佐々木純人                            | 菊池政芳 飯飼一幸 千葉啓太郎 津幡佳明 滝川和男 Jumondou Seoul |
| 第捌話   | 背信の一太刀   | 西森章            | 花上将吾                              | 神戸洋行 豆塚あす香 サトウミチオ 櫻井拓郎 小田多恵子 前原薫 中村真悟 中澤勇一 陸田聡志 武智敏光 津幡佳明 服部憲知 千葉啓太郎                                                                          |
| 第玖話   | 山城の攻防     | RoydenB           | 森田侑希                              | 山﨑輝彦 菊池政芳 金璐浩 宮野健 Jumondou Seoul 千葉啓太郎 津幡佳明 中村真悟 武智敏光 陸田聡志 滝川和男                                                                                                |
| 第拾話   | 凶兆           | 西森章            | 山口頼房                              | Shin Min Seop Lee Sang Jin Shin Hyung Sik Jung Chul Gyo 武智敏光 |
| 第拾壱話 | 対馬の天道     | Royden B          | 渡辺純央                              | 津幡佳明 小田多恵子 櫻井拓郎 中澤勇一 千葉啓太郎 渡辺純央 陸田聡志 武智敏光 中村真悟 |
| 第拾弐話 | 一所懸命       | 滝川和男          | 羽原久美子 滝川和男 森田侑希 栗山貴行 | 小田多恵子 櫻井拓郎 谷口守泰 中島美子 森前和也 吉田和香子 松原豊 岡田雅人 服部益美 Lee Juhyeon 津幡佳明 千葉啓太郎 浅利歩惟 清水慶太 豆塚あす香 又賀大介 武智敏光 中村真悟 陸田聡志 神戸洋行 瀧川和夫 |

### 放送局
| 放送期間                | 放送時間                      | 放送局      | 対象地域 | 備考                      |
| ----------------------- | ----------------------------- | ----------- | -------- | ------------------------- |
| 2018年7月11日 - 9月26日 | 水曜 0:30 - 1:00（火曜深夜）  | サンテレビ  | 兵庫県   | 製作参加 リピート放送あり |
| 2018年7月12日 - 9月27日 | 木曜 1:05 - 1:35 （水曜深夜） | TOKYO MX    | 東京都   |                           |
|                         |                               | KBS京都     | 京都府   |                           |
| 2018年7月13日 - 9月28日 | 金曜 2:05 - 2:35（木曜深夜）  | テレビ愛知  | 愛知県   |                           |
|                         | 金曜 3:00 - 3:30（木曜深夜）  | TVQ九州放送 | 福岡県   |                           |
| 2018年7月14日 - 9月29日 | 土曜 1:00 - 1:30（金曜深夜）  | BS11        | 日本全域 | BS放送 / 『ANIME+』枠     |
| 2018年7月16日 - 10月1日 | 月曜 1:20 - 1:50（日曜深夜）  | 長崎放送    | 長崎県   | 作品の舞台地              |
| 2018年7月19日 - 10月4日 | 木曜 1:25 - 1:55（水曜深夜）  | 中国放送    | 広島県   |                           |

インターネットでは、2018年7月11日よりAmazonプライム・ビデオにて毎週水曜0時30分（火曜深夜）に配信中。

### BD / DVD
| 巻 | 発売日         | 収録話         | 規格品番  | 規格品番   |
| 巻 | 発売日         | 収録話         | BD        | DVD        |
| -- | -------------- | -------------- | --------- | ---------- |
| 上 | 2018年11月28日 | 第1話 - 第6話  | KAXA-7643 | KABA-10629 |
| 下 | 2018年12月21日 | 第7話 - 第12話 | KAXA-7644 | KABA-10630 |

### Web番組
朽井迅三郎役の小野友樹がパーソナリティを務める『アンゴルモア元寇合戦記〜一所懸命TV〜』が、YouTube、音泉にて、2018年7月10日から9月24日まで毎月第2・第4月曜日に配信された。
ロケは東京港区にある対馬居酒屋KONNEにて行われた。
コーナー
一所懸命を貫け！対馬クイズ合戦器！
ゲストとともに対馬にまつわるクイズに答え、より多く正解したほうが対馬名物を食べることが出来る。正解数が同じだった場合は、どちらも食べることが出来る。

ゲスト
- 第一回 Lynn（輝日役）
- 第二回 Lynn
- 第三回 柴田秀勝（宗助国役）、小山力也（鬼剛丸役）　
- 第四回 小山力也
- 第五回 乃村健次（白石和久役）
- 第六回 Lynn、たかぎ七彦（原作者）